# مکرتیچ ستراکیان
مکرتیچ هوهانسی ستراکیان (ارمنی: Մկրտիչ Հովհաննեսի Սեդրակյան؛ زاده ۷ فوریهٔ ۱۹۲۲ - درگذشته ۲۰۰۹) نقاش اهل ارمنستان بود.

## زندگی‌نامه
وی در ۷ فوریهٔ ۱۹۲۲ در واغارشاپات به دنیا آمد و از کالج دولتی هنرهای زیبای پانوس ترلمزیان (۱۹۴۱) و (۱۹۵۲) فارغ‌التحصیل گشت. عضو اتحادیه نقاشان ارمنستان بود. وی همچنین برنده جوایزی همچون نقاش شایسته ارمنستان شوروی شد. وی در ۲۰۰۹ در سن ۸۷ سالگی در ایروان درگذشت.

## نگارخانه

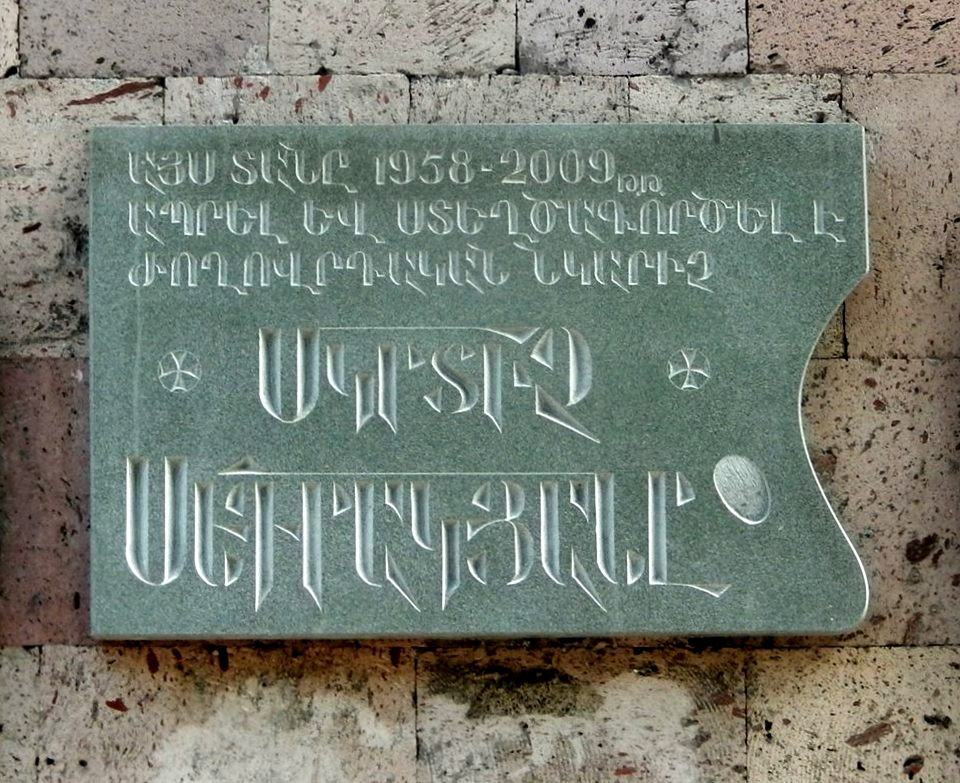